# Alan Guth

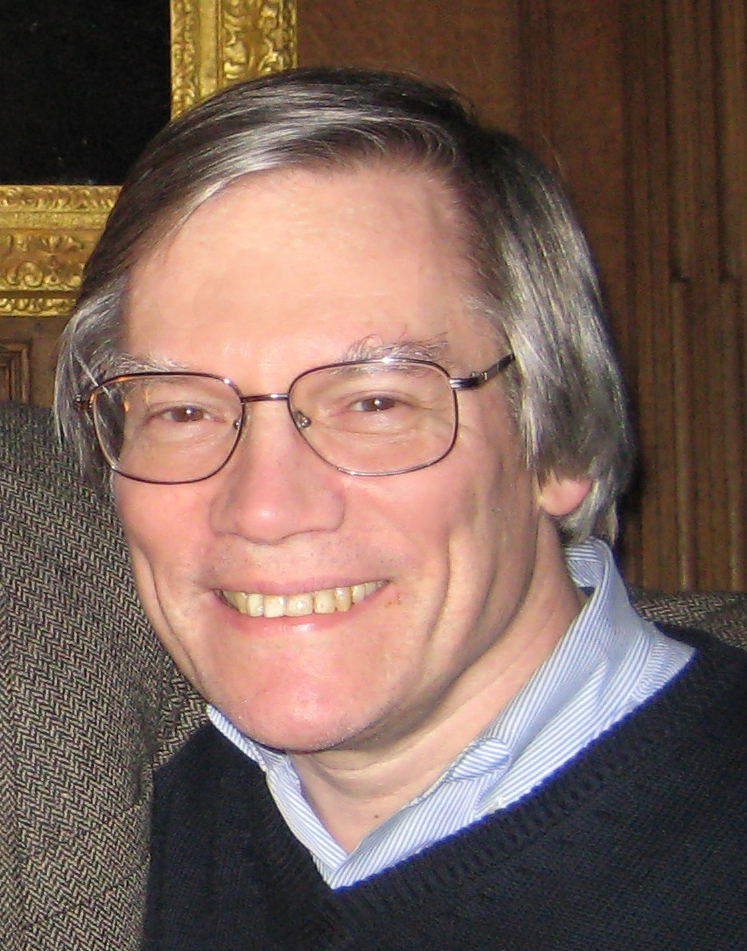
Alan Guth (2007)

Alan Harvey Guth [ɡuːθ] (* 27. Februar 1947 in New Brunswick, New Jersey, USA) ist ein US-amerikanischer theoretischer Physiker und Kosmologe. Er wurde auch außerhalb der Fachwelt bekannt durch sein 1981 veröffentlichtes Modell vom inflationären Universum.

## Werdegang
Alan Guth entstammt einem einfachen jüdischen Elternhaus. Kein Elternteil hatte ein College besucht, sein Vater hatte ein Lebensmittelgeschäft und später eine Reinigung in New Brunswick.
Guth übersprang die letzte Highschool-Klasse und begann 1964 Physik am Massachusetts Institute of Technology (MIT) zu studieren, wo er 1969 den Masterabschluss machte und 1972 bei Francis Low mit der Arbeit A Relativistic Quark Model for Mesons Based on Numerical Solutions of the Bethe-Salpeter Equation promovierte. Er dozierte und forschte an der Princeton University, der Columbia University, der Cornell University und der Stanford University hauptsächlich auf dem Gebiet der Teilchenphysik. 1980 kam er zurück zum MIT, wo er bis heute als Professor den Lehrstuhl von Victor Weisskopf innehat. 1981 erhielt er ein Forschungsstipendium der Alfred P. Sloan Foundation (Sloan Research Fellowship).
In Cornell und Stanford entwickelte er unter dem Einfluss von Robert Dicke und Steven Weinberg gemeinsam mit seinem Studienkollegen Henry Tye kosmologische Modelle unter Hinzuziehung von Erkenntnissen aus der Teilchenphysik. Wichtigstes Ergebnis dieser Arbeit war die Erkenntnis, dass das Universum in der frühen Phase kurz nach dem Urknall ein exponentielles Wachstum, angetrieben durch eine negative Vakuumenergiedichte haben musste. Das Modell entwickelte er ab 1979, trug darüber 1980 auf einem SLAC-Seminar vor und veröffentlichte es 1981. Das erste Modell war noch fehlerhaft, wie auch Guth erkannte, und wurde durch Paul Steinhardt und Andreas Albrecht sowie unabhängig durch Andrei Linde 1982 weiterentwickelt (New Inflation oder Slow Roll Inflation). Seitdem entstanden weitere Varianten.
Zusammen mit den Astrophysikern Arvind Borde und Alexander Vilenkin entwickelte Guth im Jahr 2003 das Borde-Guth-Vilenkin-Theorem (BGV-Theorem). Dieses mathematisches Theorem der physikalischen Kosmologie geht davon aus, dass jedes Universum, das sich in der Vergangenheit wie inflationäre Universen genügend stark ausgedehnt hat, in der Vergangenheit nicht unendlich sein kann, sondern eine vergangene Raumzeitgrenze haben muss.
Guth wurde in die National Academy of Sciences und die American Academy of Arts and Sciences gewählt. Außerdem ist er auswärtiges Mitglied der Norwegischen Akademie der Wissenschaften. 1985 wurde er Fellow der American Physical Society.
Sein Sohn Larry Guth ist Mathematiker.

## Auszeichnungen
- 1992 Julius-Edgar-Lilienfeld-Prize der American Physical Society, zusammen mit Claude Cohen-Tannoudji
- 1996 Eddington-Medaille
- 2002 Dirac-Medaille (ICTP) des Internationalen Instituts für Theoretische Physik (ICTP) in Triest
- 2004 Gruber-Preis für Kosmologie
- 2012 Fundamental Physics Prize
- 2014 Kavli-Preis in Astrophysik

## Publikationen
- Inflationary universe: A possible solution to the horizon and flatness problems, Physical Review D, Band 23, 1981, S. 347–356, Abstract (Originalarbeit zur Inflation)
- The Inflationary Universe: The Quest for a New Theory of Cosmic Origins. 1998. ISBN 0-201-32840-2 (Deutsche Ausgabe: Die Geburt des Kosmos aus dem Nichts: Die Theorie des inflationären Universums. ISBN 3-426-77610-3)
- Eternal inflation and its implications, J. Phys..A, Band 40, 2007, S. 6811–6826